# Típusnem
A biológiai rendszertanban a típusgénusz ('típusnem vagy típusnemzetség') kifejezést különbözőképpen használják az állat- és növényrendszertanban.
- Az ICZN által szabályozott zoológiai nevezéktanban a típusgénusz vagy típusnem a névadó típusa egy adott családszintű taxonnak.
- A botanikai nevezéktanban a típusgénusz vagy típusnemzetség kifejezés hivatalosan nem használatos (a gyakorlatban azonban használják). Az ICBN ennek a kifejezésnek nem tulajdonít jelentőséget. A nemzetségnél magasabban álló növényrendszertani szintek egy-egy nemzetség nevén alapulnak (a leíró nevek képeznek kivételt). Ezt a nemzetségnevet hívják informálisan a magasabb taxon típusgénuszának.

Példa: A következő mondat: „A Faba a Fabaceae családjának típusgénusza.” úgy is kifejezhető, hogy a Fabaceae család nevét a Faba nemzetség nevéből képezték. Fontos megjegyezni, hogy ebből semmilyen következtetés nem vonható le arra nézve, hogy ténylegesen létezik Faba nevű nemzetség, vagy akár Faba-val kezdődő nevű fajok.

## Fordítás
- Ez a szócikk részben vagy egészben  a   Type genus című angol Wikipédia-szócikk ezen változatának fordításán alapul.  Az eredeti cikk szerkesztőit annak laptörténete sorolja fel. Ez a jelzés csupán a megfogalmazás eredetét és a szerzői jogokat jelzi, nem szolgál a cikkben szereplő információk forrásmegjelöléseként.